# Naturschutz Malchow

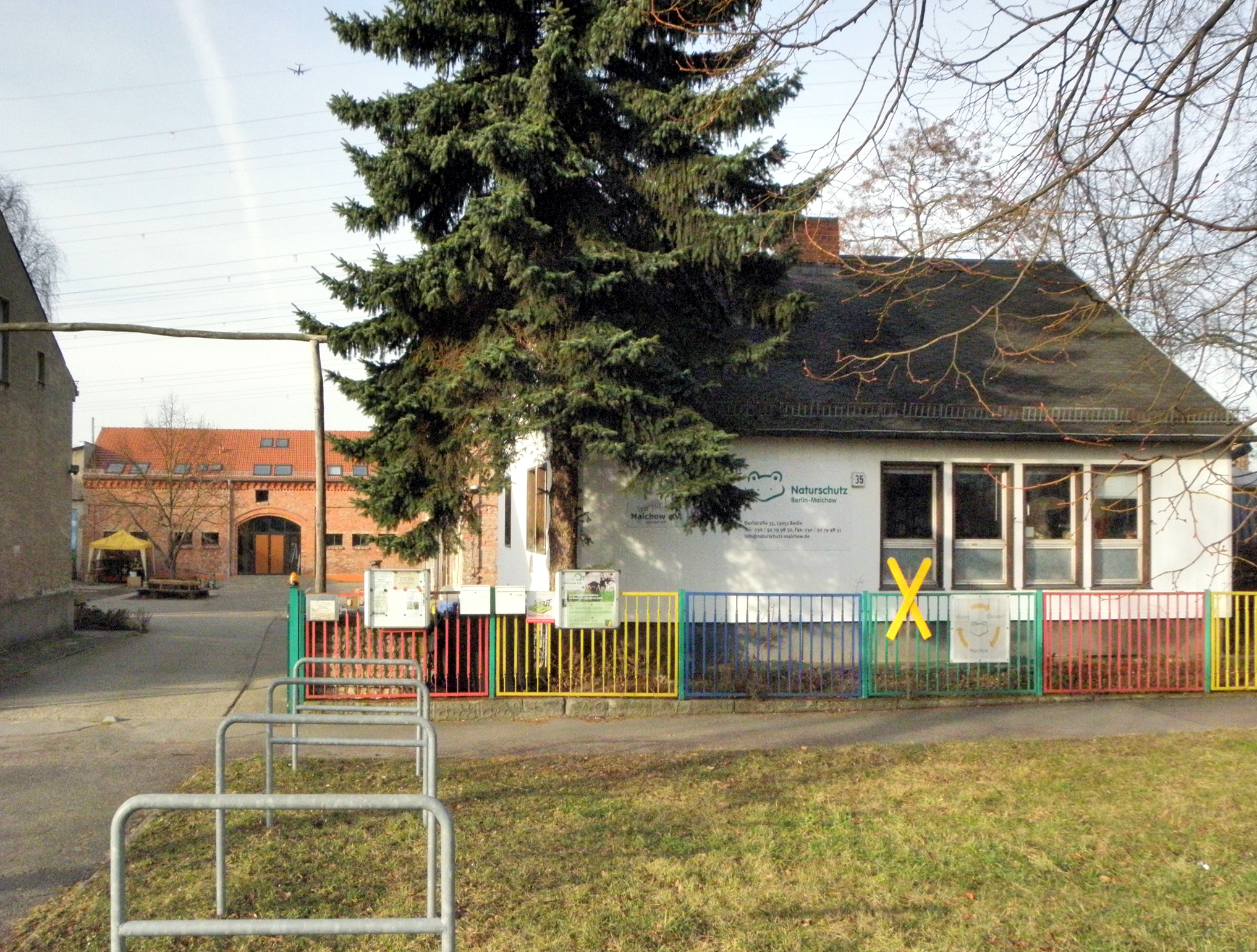
Eingangssituation am Naturhof Malchow, Jahr 2014; seit dem Jahr 2018 befindet sich im Holzrahmen über dem Tor der Schriftzug Naturhof auf einem Stoffstreifen.

Der Naturschutz Malchow ist eine Einrichtung in den Berliner Bezirken Lichtenberg und Marzahn-Hellersdorf, der 1991 entstand und stetig erweitert wurde. Die Organisation wird von der Naturschutzstation Malchow, dem entsprechenden Förderverein, betrieben. Dies ist eine Umweltbildungseinrichtung mit drei Standorten in den Berliner Ortsteilen Malchow, Hohenschönhausen und Hellersdorf. Sie vermittelt auf verschiedenen Wegen für alle Altersgruppen umfangreiches Wissen über die heimische Flora und Fauna.
Der Hauptsitz und die Einrichtung mit den meisten Mitarbeiterinnen und Mitarbeitern ist der Naturhof in der Malchower Dorfstraße.

## Geschichte
Der Naturschutz Malchow wurde auf Initiative des Hohenschönhausener Politikers Heinz Nabrowski am 18. Oktober 1991 eröffnet. Dazu nutzte die erste Beauftragte, Christel Wagner, drei Räume des vor Ort ansässigen Rehabilitations-Heims, wo sie eine thematische Ausstellung aufgebaut hatte. Sie lud auch zu Führungen im Landschaftspark Malchow ein und hielt in Schulen Vorträge zum Thema Natur und Umweltschutz. Zusammen mit weiteren zwei Umweltaktivisten legte sie einen Naturlehrpfad um den Malchower See an. Im Oktober 1991 zog die Einrichtung in die Malchower Dorfstraße 35, wo sich zu DDR-Zeiten ein Fuhrpark mit Kfz-Werkstatt der Staatssicherheit befunden hatte. Das Arbeitsamt schickte bald auch ABM-Kräfte und die Biologin Beate Kitzmann kam freiwillig zur Unterstützung des Projekts.
Das Bezirksamt stellte für den weiteren Aufbau des Naturschutz Malchow einen Großteil der benötigten finanziellen Mittel bereit und schuf einen Arbeitsplatz für einen hauptamtlichen Leiter. Diese Funktion übernahm der Biologe Arvid Goltz. Weitere an den früheren Bauernhof grenzende Flächen konnten angekauft und urbar gemacht werden. Viele kleine verschiedenartige Biotope wurden als Schauflächen angelegt und mit übersichtlichen Informationstafeln ausgestattet.
Am 16. Oktober 1992 gründeten 21 Naturfreunde parallel zur Entwicklung in Malchow in Kellerräumen im Wartenberger Weg einen Förderverein für Umweltschutz. Dort begannen sie mit der „Umweltbildung für Kinder und Jugendliche“. Beide Aktivitäten führte das Bezirksamt 1992/1993 nun zusammen, woraus sich die heutige Einrichtung Naturschutz Malchow mit praktischen Aktivitäten und umfangreichen Bildungsangeboten zum Umweltschutz entwickelte.

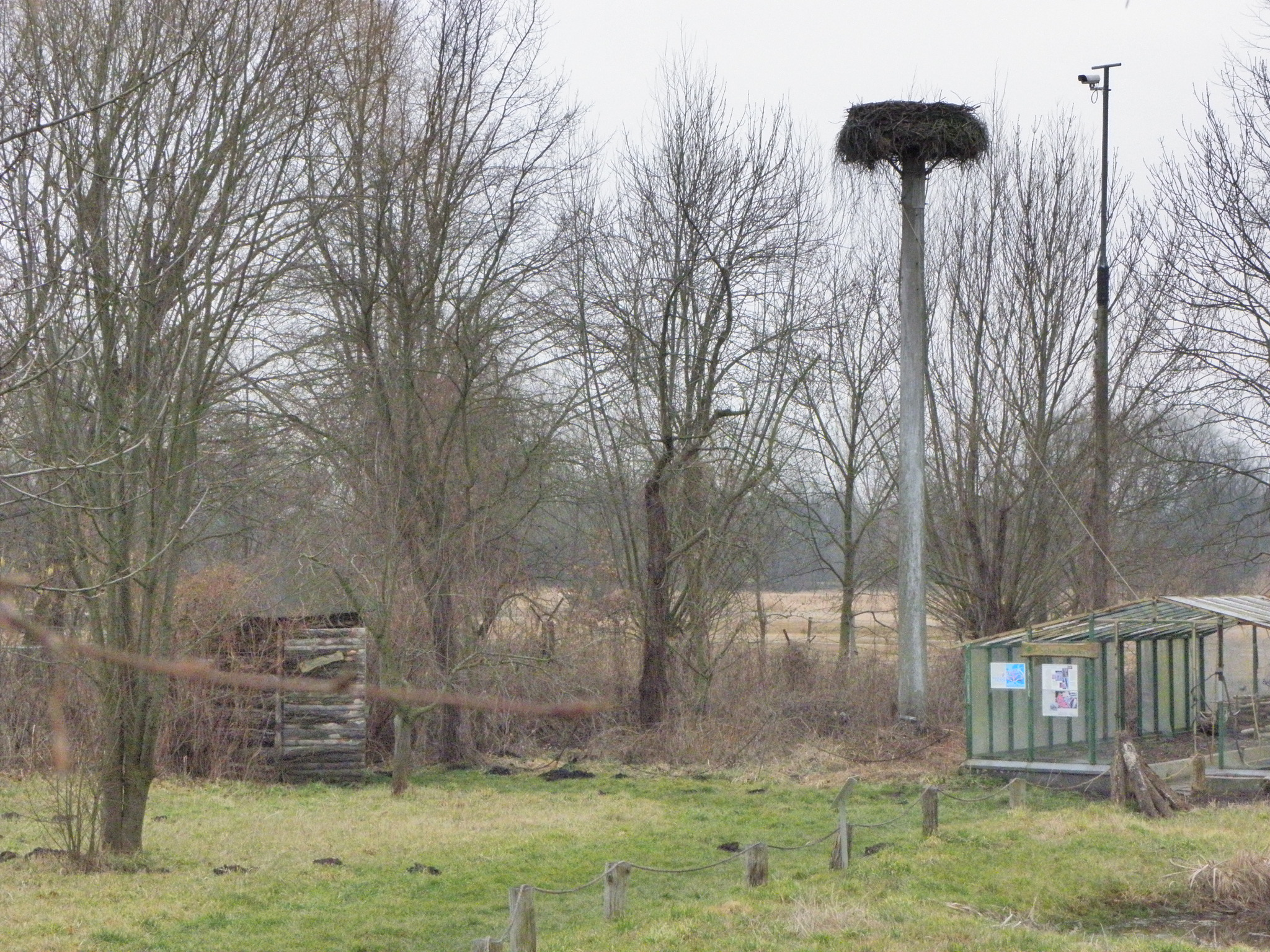
Storchennisthilfe, im Februar 2014 noch „unbewohnt“

1995 wurde auf dem nach Norden liegenden Freigelände des ehemaligen Bauernhofes für eine in Malchow brütende Storchenfamilie ein Betonmast mit Nisthilfe errichtet, die die Vögel im Jahr 2002 erstmals nutzten.
In den 1990er Jahren reaktivierten die Malchower Mitarbeiter eine erste Streuobstwiese, legten landwirtschaftliche Nutzflächen an und auf einer großen Wiesenfläche fanden die ersten drei robusten Rinder auf einer Weide Platz.
Das Umweltbüro Lichtenberg (Passower Straße 35), hervorgegangen aus dem 1994 entstandenen Arbeitskreis Umwelt und Bildung, und das Naturschutzzentrum Schleipfuhl (Bezirk Marzahn-Hellersdorf, Hermsdorfer Straße 11A, gegründet 1996) schlossen sich Ende der 1990er Jahre dem Naturschutz Malchow an.

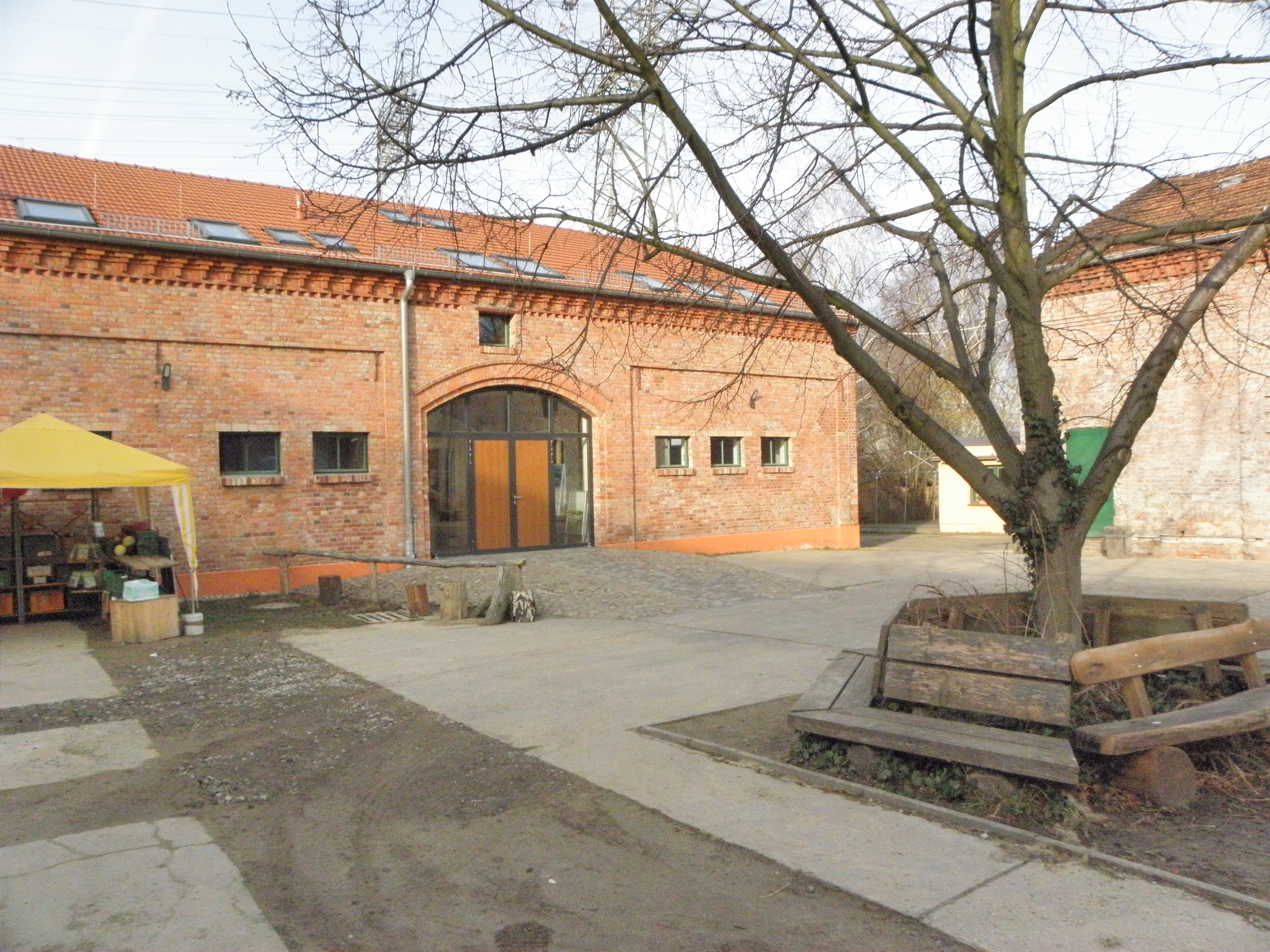
Naturhof Malchow, noch im Umbau (2014)

Bei den Sanierungsarbeiten am Malchower Hof und an den Gebäuden, die zwischen 2009 und Oktober 2015 stattfanden, wurden das historische Kopfsteinpflaster auf der Hoffläche freigelegt und die Klinkerfassaden denkmalgerecht wieder hergestellt. Die Planungen für diese Maßnahmen oblagen der Architektin Sabine Wachsmuth.
Zwischen 2013 und 2017 konnte eine Ausbildungsstätte für Landschaftspfleger eingerichtet werden. Für die dafür notwendige Gebäudegrundsanierung standen rund 1,2 Millionen Euro, zum größten Teil aus EU-Fördermitteln und aus kommunalen Beiträgen sowie Spendengelder, zur Verfügung.
Im Oktober 2022 konnten die Mitarbeiter des Naturschutzzentrums ihr 30-jähriges Jubiläum feiern.
Die nächste Aufgabe zur Vergrößerung der Nutzfläche ist der Umbau eines südlich neben dem bisherigen Gebäudekomplex stehenden zweietagigen Hauses. Es befindet sich seit kurzem im Eigentum der Stadt Berlin und soll zu einem komfortablen Besucherzentrum werden.

## Nutzung/Akzeptanz
Mehr als 20.000 Menschen haben in den ersten zehn Jahren durchschnittlich jährlich die Einrichtungen der Naturschutzstation Malchow besucht. Inzwischen, bis Ende 2018, wurden fast 100.000 Personen pro Jahr gezählt.
Das Interesse an der aktiven Beschäftigung mit der Natur zeigt folgender ausschnittweiser Bericht über eine im Jahr 2014 durchgeführte Lehrstunde für vier- bis fünfjährige Vorschüler aus dem Hohenschönhausener Kreativhaus Sonnenblume. Sie bekamen auf einer großen Projektionswand Fotos von Bäumen im Herbst, Erdhöhlen und vielen possierlichen Tieren zu sehen. Beate Brandl, die Veranstaltungsleiterin, bezog die kleinen Besucher mit einem Frage-Antwort-Spiel in die Präsentation mit ein, beispielsweise: „Woran erkennt man wohl einen Maulwurf unter der Erde?“ „An den großen Haufen.“ „Was passiert, wenn Eichhörnchen vergessen haben, wo die Eicheln eingebuddelt sind?“ „Sie fragen die Vögel.“ Beim anschließenden Gang ins Freie fanden die Kinder auch zahlreiche „große Haufen“, konnten die beiden noch leeren Storchennester auf dem Mast sehen, sie nutzten aber auch gern die naturbezogenen Tobemöglichkeiten wie das Balancieren auf einem Holzstamm oder das Klettern durch überdimensionale Bienenwaben.
Die Naturschutzeinrichtung gibt vierteljährlich die kostenlose Umweltzeitung Grünblick heraus, in der viele Hintergrundinformationen und die Umwelt-Termine des laufenden Jahres zu finden sind. Die Zeitung kann auch als PDF-Datei heruntergeladen werden.
Der Naturschutz Malchow organisiert Umwelt-Bildungskonferenzen oder Schulungen zu konkreten Themen, häufig auch in Zusammenarbeit mit der Margarete-Steffin-Volkshochschule. Gut angenommen werden die zusammen mit dem Bezirksamt herausgegebenen Lichtenberger Wanderkarten wie Die Ufer-Tour, Die Park-Tour oder die Malchow-Tour.
Die engagierte Arbeit der Leiterin der Einrichtung Beate Kitzmann mit ihrem Team wurde im Februar 2025 durch Übergabe des Preises Für besondere Verdienste um den Bezirk öffentlich gewürdigt. Es war die insgesamt 12. Preisverleihung seit 2013. Die Preisstiftung geht auf die Initiative von Danny Freymark (CDU) zurück.

## Beschreibung

### Naturhof Malchow
Die Basisstation Naturhof Malchow befindet sich auf einem ab 1898 erbauten historischen Dreiseithof direkt an der Hauptstraße (Dorfstraße) im Lichtenberger Ortsteil Berlin-Malchow, der im Laufe der Jahre mehrfach umgebaut worden war. Seit dem Jahr 2013 verfügt der Naturhof über die erste Berliner Naturscheune mit der ständigen Ausstellung LebensRäume und einem Süßwasseraquarium für heimische Fische, benannt nach dem Biologen und ersten Leiter der Station Arvid Goltz. In ehemaligen Stallgebäuden sind Seminarräume und ein Veranstaltungsraum (der 2013 modernisiert werden konnte) eingerichtet. Daneben gibt es das Storchencafé (in welches die Kamerabilder aus dem Storchennest übertragen werden) und einen Hofladen mit regionalen und saisonalen Angeboten.
Hinter den Hofgebäuden wird in praktischen Beispielen im Freiland gezeigt, was jeder Einzelne für den Naturschutz beitragen kann.
Auf dem Freigelände, neben dem ein sehr großer Stahlgittermast einer Elektrofreileitung platziert ist, führen die Mitarbeiter unter anderem Storchenbeobachtungen durch und eine Tafel informiert die Besucher über die Ankunft der Vögel, die Anzahl der ausgebrüteten Jungtiere und die Abflugzeit. Leider wurde dabei auch festgestellt, dass die Jungstörche häufig an den Stahlteilen des Mastes verunglücken – von Brüchen bis zu tödlichen Abstürzen.
Insgesamt besitzt der Naturhof Malchow 16 Hektar Streuobstwiesen mit fast 900 Obstbäumen, darunter Äpfel in 60 alten und fast unbekannten Sorten. Zusätzlich beweiden rund 100 Schottische Hochlandrinder die etwa 100 Hektar umfassenden Grünflächen der Einrichtung (Stand der Angaben 2017).

### Umweltbüro Lichtenberg und Naturzentrum Schleipfuhl
Die beiden anderen Einrichtungen vom Naturschutz Malchow, das Umweltbüro Lichtenberg und das Naturschutzhaus Hellersdorf (das Naturzentrum Schleipfuhl), nehmen auch entsprechende Bildungsaufgaben wie die Malchower wahr.
Jedoch kann die Hellersdorfer Filiale darüber hinaus über Fragen der modernen Energiewirtschaft informieren. Das dortige Gebäude selbst ist ein Niedrigenergiehaus aus Naturmaterialien, welches auf dem Dach über eine Solaranlage verfügt. Ein Naturgarten mit Teich, die Bewirtschaftung von Laichgewässern, Praktisches zum Artenschutz, Streuobstwiesen mit rund 70 Bäumen und einem dazu gehörigen Lehrpfad – das alles gehört auch zum Aktionsangebot am Schleipfuhl. Seit 2009 nehmen die Mitarbeiter des Naturschutzzentrums an gemeinsamen Aktionen des Netzwerks Umweltbildung Marzahn-Hellersdorf wie dem alljährlichen Umweltfest teil.
Das Umweltbüro im Ortsteil Lichtenberg ist mehr auf theoretische Fragen zum Umweltschutz spezialisiert. Es stellt die Verbindung zwischen Natur- und Umweltproblemen und dem Bezirksamt her. In dessen Auftrag werden dagegen regelmäßig ein Umweltkalender und die online-Zeitung Umwelt Online kostenlos herausgegeben. Die Mitarbeiter organisieren aber auch Wanderungen und Fahrradtouren zu bekannten Naturdenkmälern im Bezirk. Schließlich haben sie ein Netzwerk aufgebaut, welches Bio-Landwirte aus Berlin und dem Barnim zusammenbringen soll.

## Ziele und Perspektiven
Das umfangreiche Bildungsprogramm bietet etwa 60 feste Themen mit den Schwerpunkten heimische Flora und Fauna (Stand Ende 2018). Zusätzlich gibt es Informationsveranstaltungen und Führungen für Kindergruppen, Schulklassen, Senioren, auch thematische Führungen. Das bereits etablierte Apfelfest und der regelmäßige Adventmarkt in Malchow werden fortgeführt.
Die Leitung und der Förderverein des Naturschutz’ streben langfristig an, dass Malchow ein Ökodorf wird. Gute Voraussetzungen sind mit den hinter den Gehöften liegenden Ackerflächen Weißensee, dem Naturschutzgebiet Malchower Aue, dem Biotop um den Malchower See (an dem entlang ein gut gepflegter Spazierweg mit mehreren Spielstationen wie ein Korbballfeld oder ein stationäres Skateboard führt) und mit dem Grünen Campus Malchow mit Kita und Schule gegeben.
Für weitere Gebäude, wie dem ehemaligen Wohnhaus entlang der Dorfstraße und dem Küchentrakt bestehen auch bereits Vorstellungen für neue Nutzungen.
Die beiden Einrichtungen in Hellersdorf und Lichtenberg erweitern auch stetig ihre Aktivitäten, um den Umweltschutz in Berlin weiter zu stärken und mehr in den Mittelpunkt von Entscheidungen zu rücken.